# Hildebrandstrof
Hildebrandstrof är ett versmått som har använts bland annat i fosterländska dikter och hjältedikter. Det har fått sitt namn efter den forntyska folksagan Hildebrandslied. Det finns ett antal kända verk som är skrivna med detta åttaradiga korsrim, exempelvis dikten Karl XII, psalmen Jag lyfter mina händer och Anna Maria Lenngrens dikt Pojkarne. Även sommarpsalmen Den blomstertid nu kommer följer samma mönster.